# アトラスII
アトラス IIは、アメリカ合衆国のアトラス・ロケットシリーズの打上げロケット。1950年代に開発されたアトラス大陸間弾道ミサイル(ICBM)の発展型であり、アトラスIの後継機である。アトラスIIは、アトラスICBMと同様に3基のロケットエンジンを使用した"1.5段式"(線上に配置した3基のエンジンの中で両側の2基を上昇途中に切り離し、中央のエンジンのみで上昇を続ける)の設計である。後継でより大型のアトラスIIIでは、1.5段式は採用されておらず、この方式はアトラス IIが最後となった。低軌道や静止トランスファ軌道や静止軌道へ衛星を投入する目的で開発されており、アトラスII、IIA、IIASの各型が1991年から2004年までに計63機が打ち上げられた。

## 特徴
アトラスIIは、1段目と2段目にアトラスミサイルやアトラスIよりも推力を向上させたロケットエンジンと延長された燃料タンクを搭載する事により、性能の向上を図っている。アトラスIIにおける総推力は490,000ポンド(2,200 kN)であり 6,100 pounds (2,767 kg)の重量の人工衛星を高度22,000 miles (35,000 km)の軌道に投入する能力を有する。このシリーズは、上段ロケットに世界初の液体酸素・液体水素推進剤を使用したセントールを組み合わせ、衛星の軌道投入能力を確保している。

## 背景
1988年5月、アメリカ空軍はジェネラル・ダイナミクス(現在のロッキード・マーティン)社のアトラスIIの開発会社として選定した。これは、1986年のチャレンジャー号爆発事故を受け、ELVによる防衛通信衛星を打ち上げを目的としており、また1980年代後半に商業用人工衛星の打ち上げ失敗が続いていたことを受けたものであった。
アトラスIIは、東海岸ではフロリダ州ケープカナベラル空軍基地のSLC-36より第45宇宙航空団の管制によって打ち上げられ、西海岸ではカリフォルニア州ヴァンデンバーグ空軍基地SLC-3より第30宇宙航空団の管制によって打ち上げられた。最後のアトラスII打ち上げは2004年8月31日のものであった。
アトラス IIは基本型のほか、主エンジンが改良されたアトラス IIA、主エンジン改良に加え、固体ロケットブースター4基を追加したアトラス IIASが開発されている。
- 仕様諸元
  - 用途: 衛星打ち上げ
  - 製造会社: ロッキード・マーティン - 機体組み立て、アビオニクス、試験とシステム統合
  - 関連企業: ロケットダイン (アトラスのエンジン, MA-5); プラット & ホイットニー (セントールのエンジン, RL-10) とハネウェル & テレダイン (アビオニクス)
  - エンジン: 3基の MA-5A ロケットダインのエンジン、2基のプラット & ホイットニーのRL10A-4 セントールのエンジン
  - 推力: 494,500 lbf (2,200 kN)
  - 全長: 最大 156 ft (47.54 m); 16 ft (4.87 m) エンジンクラスター
  - コアの直径: 10 feet (3.04 m)
  - 全備重量: 414,000 lb (204,300 kg)
  - 最初の打ち上げ: 1992年2月10日
  - 機種: II, IIA,IIAS
  - 射場: ケープカナベラル空軍基地, フロリダ

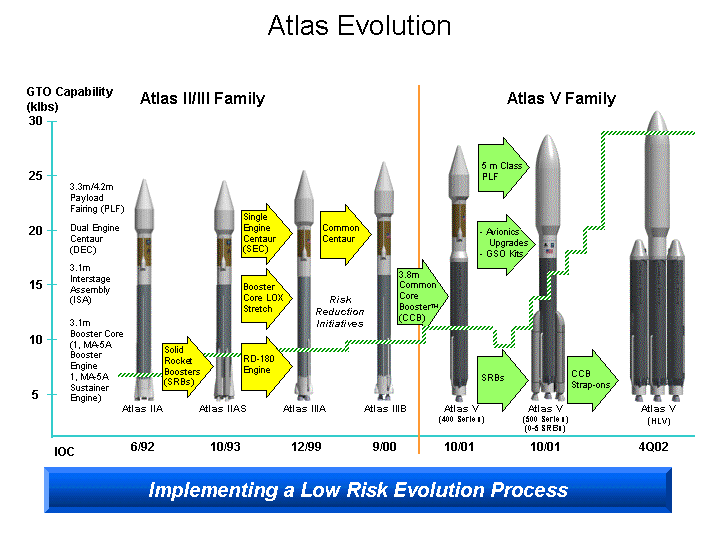
アトラスロケットの変遷 (USAF)